# Margarethe von Hanau (1452–1467)
Margarethe von Hanau (* 1452; † 14. März 1467) war die Tochter des Grafen Graf Reinhard III. von Hanau (1412–1452) und der Pfalzgräfin Margarethe von Pfalz-Mosbach (1432–1457).
Margarethe entstammte einem Haus, dessen Angehörige über zwei Jahrhunderte früh verstarben. Ihr Vater verstarb 1452, ihre Mutter fünf Jahre später, doch nun folgte eine lange Reihe von Minderjährigkeitsvormundschaften, die sich über zwei Jahrhunderte erstreckte. Ihr Bruder Philipp war beim Tod seines Vaters ebenfalls ein kleines Kind.
Um das lokale Herrschaftsgeflecht zu sichern wurde Margarethe ungewöhnlich früh verlobt, und zwar mit Philipp von Eppstein-Königstein. Der Heiratsvertrag datiert vom 14. August 1459, sie war zu dieser Zeit gerade sieben Jahre alt. Als einer der drei  Mittelsmänner fungierte neben zwei Niederadligen Graf Johann von Nassau-Wiesbaden. Vertragsgemäß sollte Margarethe eine Mitgift von 12.000 Gulden erhalten, eine ganz beachtliche Summe, etwa das Dreifache des Üblichen. Deren Höhe erklärt sich wohl auch daraus, dass sie die einzige Tochter ihrer Eltern war, ihre Eltern bereits verstorben waren und deshalb für keine weitere Schwester Mitgift aufgebracht werden musste. Die Summe sollte mit 650 Gulden seitens Eppstein „widerlegt“, also „verzinst“ und dieses Geld aus den Einkünften der Stadt Butzbach erbracht werden.
Die Heirat kam allerdings nicht zu Stande: Sie starb noch vor der Vermählung.
| Ahnentafel Graf Philipp I. (der Jüngere) von Hanau-Münzenberg | Ahnentafel Graf Philipp I. (der Jüngere) von Hanau-Münzenberg                            | Ahnentafel Graf Philipp I. (der Jüngere) von Hanau-Münzenberg                                  | Ahnentafel Graf Philipp I. (der Jüngere) von Hanau-Münzenberg                                                    | Ahnentafel Graf Philipp I. (der Jüngere) von Hanau-Münzenberg                                | Ahnentafel Graf Philipp I. (der Jüngere) von Hanau-Münzenberg | Ahnentafel Graf Philipp I. (der Jüngere) von Hanau-Münzenberg |
| ------------------------------------------------------------- | ---------------------------------------------------------------------------------------- | ---------------------------------------------------------------------------------------------- | --- | -------------------------------------------------------------------------------------------- | ------------------------------------------------------------- | ------------------------------------------------------------- |
| Urgroßeltern                                                  | Ulrich IV. von Hanau (* 1330/40; † 1380) ⚭ Elisabeth von Wertheim (* ?; † nach 1380)     | Heinrich II. von Nassau-Beilstein (* ?; † 1415) ⚭ Katharina von Randerode (* vor 1380; † 1415) | Ruprecht III. (* 1352; römischer König seit 1400; † 1410) ⚭ Elisabeth von Hohenzollern-Nürnberg (* 1358; † 1411) | Heinrich XVI. von Bayern-Landshut (* 1386; † 1450) ⚭ Margarethe von Österreich (* ?; † 1447) |                                                               |                                                               |
| Großeltern                                                    | Reinhard II. von Hanau (* 1369; † 1451) ⚭ Katharina von Nassau-Beilstein (* ?; † 1459)   | Reinhard II. von Hanau (* 1369; † 1451) ⚭ Katharina von Nassau-Beilstein (* ?; † 1459)         | Otto I. von Pfalz-Mosbach (* 1390; † 1461) ⚭ Johanna von Bayern (* 1413; † 1444)                                 | Otto I. von Pfalz-Mosbach (* 1390; † 1461) ⚭ Johanna von Bayern (* 1413; † 1444)             |                                                               |                                                               |
| Eltern                                                        | Reinhard III. von Hanau (* 1412; † 1452) ⚭ Margarethe von Pfalz-Mosbach (* 1432; † 1457) | Reinhard III. von Hanau (* 1412; † 1452) ⚭ Margarethe von Pfalz-Mosbach (* 1432; † 1457)       | Reinhard III. von Hanau (* 1412; † 1452) ⚭ Margarethe von Pfalz-Mosbach (* 1432; † 1457)                         | Reinhard III. von Hanau (* 1412; † 1452) ⚭ Margarethe von Pfalz-Mosbach (* 1432; † 1457)     |                                                               |                                                               |
| Margarethe                                                    |                                                                                          |                                                                                                | |                                                                                              |                                                               |                                                               |

Zur Familie vgl. im Übrigen den Hauptartikel: Herren und Grafen von Hanau